# Karl Braun (évêque)
Pour les articles homonymes, voir Braun et Karl Braun.
Karl Braun, né le 13 décembre 1930 à Kempten (Bavière, Allemagne), est un prélat catholique allemand, évêque d'Eichstätt de 1984 à 1995 puis archevêque de Bamberg de 1995 à 2001.

## Biographie

### Formation et prêtrise
Fils de marchands, Karle Braun grandit à Kempten, en Bavière, dont il fréquente le Gymnasium. Puis, de 1952 à 1959, il étudie à l'Université pontificale grégorienne de Rome.
Le 22 mars 1958, il est ordonné diacre, puis, le 10 octobre 1958, il est ordonné prêtre. Il travaille ensuite pendant trois ans à Grönenbach et Murnau. De 1962 à 1966, il continue à étudier à Rome et obtient un doctorat en droit canonique. Il devient alors vicaire à Augsbourg, puis est nommé membre du chapitre de la cathédrale en 1972.

### Épiscopat
Le 17 avril 1984, le pape Jean-Paul II le nomme évêque d'Eichstätt. Il est alors consacré le 16 juin 1984 par Mgr Alois Brems, assisté de Mgrs Elmar Maria Kredel et Josef Stimpfle. Il choisit comme devise « Videbunt in quem transfixerunt  » (« Ils regarderont celui qu'ils ont transpercé ») issu de l'Évangile selon Jean (Jn 19:37 UE).
Le 25 mars 1995, il est nommé archevêque de Bamberg et prend ses fonctions le 28 mai suivant. En 2001, il démissionne à cause de problèmes de santé.

## Distinctions
- 1978 Päpstlicher Kaplan
- 1983 Päpstlicher Ehrenprälat
- 2001 Ehrenbürger de la cité Teuschnitz
- 2004 Bundesverdienstkreuz de la Bundesrepublik Deutschland
- 2004 Bayerischer Verdienstorden
- 2005 Ehrensenator de la Universität Eichstätt

## Dédicace

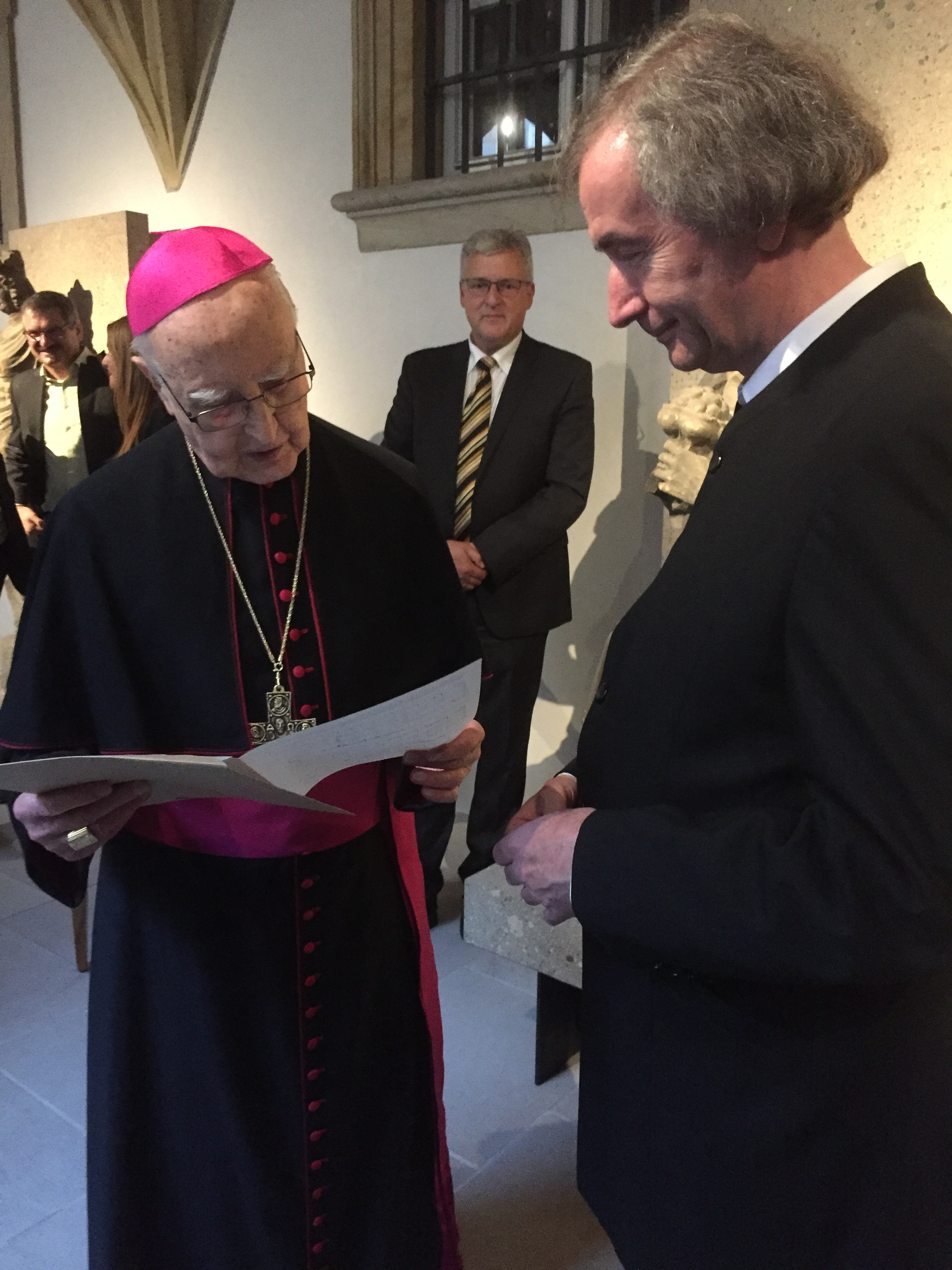
Karl Braun et Ludger Stühlmeyer 2018

- Adoro te devote, de Ludger Stühlmeyer, texte : Thomas d'Aquin. Pour voix, flûte et l'orgue. Pour archevêque Dr. Karl Braun. Première: Zene Kruzikaite (voix), 2 mai 2007 en Radio Horeb.
- Den Erde, Meer und Firmament, de Ludger Stühlmeyer. Premier version : pour voix et l'orgue, Première : Michéle Rödel (voix), 1er janvier 2018; deuxieme version : pour  chouer (SSATB) et l'orgue, Première : Capella Mariana 25 décembre 2017. S. E. archevêque Dr. Karl Braun de toto corde dedicat, décembre 2017.

## Œuvres (sélection)
- Grundlinien des liturgischen Dienstes von Priestern und Laien. Steyr 1991,  (ISBN 3-85068-333-8).
- Erbe und Hoffnung - Verkündigung zum Lobpreis Mariens. IMR 1991.
- Christus - Vorbild und unendlich mehr. Van Seth Eitensheim 1997.
- Mein Weg. St. Otto-Verlag, Bamberg 2000,  (ISBN 3-87693-075-8).
- Die Heilig-Geist-Verehrung der heiligen Crescentia Höß. Kunstverlag Josef Fink, Lindenberg 2001,  (ISBN 3-933784-79-4).
- Ins Leben blicken. Heinrichsverlag Bamberg 2009.
- Liebstes Bild. Bruder Theophilus und das Ottobeurer Gnadenbild. Kunstverlag Josef Fink. Lindenberg 2017,  (ISBN 978-3-95976-066-9 et 978-3-86357-178-8).
- Maria und der Auferstandene. Kunstverlag Josef Fink. Lindenberg 2017,  (ISBN 978-3-86357-179-5).